# 涅门托夫斯基喹唑啉合成
Niementowski喹唑啉合成（Niementowski quinazoline synthesis）
邻氨基苯甲酸与酰胺反应合成4-氧代-3,4-二氢喹唑啉类。